# Anthospermopsis
Anthospermopsis là một chi thực vật có hoa trong họ Thiến thảo (Rubiaceae).

## Loài
Chi Anthospermopsis gồm các loài: